# بخش پواتی‌ار
بخش پواتی‌ار (به فرانسوی: Arrondissement de Poitiers) یک بخش در فرانسه است که در وین واقع شده‌است.